# Carley Stenson
Carley Anne Stenson (Wigan, Inglaterra; 22 de septiembre de 1982) es una actriz inglesa, conocida por haber interpretado a Steph Cunningham en la serie Hollyoaks.

## Biografía
En octubre de 2006 comenzó a salir con el actor Ricky Whittle, sin embargo la relación terminó en 2011.
En 2011 comenzó a salir con el actor Danny Mac, quien interpreta a Mark Savage en Hollyoaks. A finales de marzo de 2016 se anunció que la pareja se había comprometido. Finalmente se casaron en agosto de 2017. En marzo de 2021 anunciaron que estaban esperando su primer hijo. Su hija, Skye Bella, nació en junio de 2021.

## Carrera
El 8 de marzo de 2010 se unió al elenco principal de la exitosa serie británica Hollyoaks donde interpretó a Steph Cunningham, hasta el 30 de marzo de 2011, después de que su personaje muriera en un incendio mientras intentaba rescatar a Amy Barnes.
En 2008 interpretó de nuevo a Steph, esta vez en el spin-off de la serie llamado "Hollyoaks Later".
En 2011 participó en los programas Celebrity Scissorhands y en Identity.

## Filmografía

### Series de televisión
| Año         | Título          | Personaje        | Notas                   |
| ----------- | --------------- | ---------------- | ----------------------- |
| 2016        | Holby City      | Lucy Parker      | episodio "Indefensible" |
| 2014        | Suspects        | Tracey Gatting   | 2 episodios             |
| 2001 - 2011 | Hollyoaks       | Steph Cunningham | 275 episodios           |
| 2008 - 2009 | Hollyoaks Later | Steph Cunningham | 7 episodios             |

### Teatro
| Año  | Obra                            | Personaje        | Director (a)   | Teatro                           | Notas                                         |
| ---- | ------------------------------- | ---------------- | -------------- | -------------------------------- | --------------------------------------------- |
| 2011 | Legally Blond                   | Elle Woods       | Jerry Mitchell | -                                | junto a Lee Mead, Peter Davison y Ben Freeman |
| 2010 | Legally Blond                   | Margot           | -              | Savoy Theatre                    | -                                             |
| -    | Mother Goose                    | Jill             | -              | Palace Theatre                   | -                                             |
| -    | Grease                          | Sandy            | -              | Palace Theatre                   | -                                             |
| -    | Summer Song & Remembering Diana | Solista          | -              | BridgeWater Hill & Her Majesty's | -                                             |
| -    | Gospell                         | -                | -              | Globe Theatre                    | -                                             |
| -    | Aida                            | Princesa Amneris | -              | Open House Theatre               | -                                             |
| -    | The Boyfriend                   | Dulcie           | -              | Wigan Youth Theatre              | -                                             |
| -    | Oliver                          | Nancy            | -              | Neptune Theatre                  | -                                             |

## Premios y nominaciones
| Año  | Categoría                 | Premio                    | Serie     | Resultado |
| ---- | ------------------------- | ------------------------- | --------- | --------- |
| 2011 | Best Exit                 | British Soap Award        | Hollyoaks | Nominada  |
| 2009 | Best Actress              | British Soap Award        | Hollyoaks | Nominada  |
| 2009 | Best Dramatic Performance | TV Quick and Choice Award | Hollyoaks | Nominada  |
| 2006 | Best Comedy Performance   | British Soap Award        | Hollyoaks | Nominada  |
| 2005 | Best Comedy Performance   | British Soap Award        | Hollyoaks | Nominada  |